# 12386 Ніколова
12386 Ніколова (12386 Nikolova) — астероїд головного поясу, відкритий 28 жовтня 1994 року.
Тіссеранів параметр щодо Юпітера — 3,291.